# Миодраг Јовановић Мишко
Миодраг Јовановић Мишко (Шабац, 1971) српски је правник, музичар и писац. Јовановић је редовни професор на Правном факултету Универзитета у Београду. У музици је стекао популарност као вокалиста бенда Ништа али логопеди. Јовановић је служио у Војсци Југославије за време рата на Косову и Метохији 1999. године. Искуство из рата га је инспирисало да напише и објави књигу Ви, бедни одвратни цивили.

## Биографија
Миодраг Јовановић је рођен 21. јула 1971. године у Шапцу, СФРЈ, где је завршио основну школу и средњу правно-биротехничку школу. Правни факултет Универзитета у Београду је уписао 1990. а дипломирао 1994. године. Докторирао је 2002. године, а 17. јануара 2013. године је промовисан у редовног професора. На основним студијама права предаје предмете Увод у право и Мањинска права. Од 15. јула до 15. септембра 2005. године је био гостујући истраживач на Институту за федерализам (Фрибур, Швајцарска), где је обавио истраживање на тему The Role of Federalism in Transition Countries of Eastern Europe.

## Објављена дела
Књиге
- Vi, bedni odvratni civili: ratni dnevnik u stihu, L.O.M., Београд, 2000.
- Колективна права у мултикултурним заједницама, Службени гласник, Београд, 2004.
- Constitutionalizing Secession in Federalized States: A Procedural Approach, Eleven, Utrecht, 2007.
- Democracy and Human Rights in the European Union, коаутор са Драгица Вујадиновић, Родољуб Етински, Maribor and Belgrade, 2009.
- Collective Rights — A Legal Theory, Cambridge University Press, Cambridge, 2012.
- Увод у право, коаутор са Горан Дајовић, Радмила Васић, Издавачки центар Правног факултета у Београду, 2014.
- The Nature of International Law, Cambridge University Press, Cambridge, 2019.
- Zašto se deca tako silno raduju rođendanima, Beopolis, Београд, 2021.

Чланци
- Цртица о Келзеновом виђењу правде, Правни живот, број 3-4, 1996.
- Еволуција права, наука и политика — осврт на социологизам у правно-теоријским текстовима Живана Спасојевића, Правни зборник, бр. 1-2, 1997.
- Јавно мњење и владавина права, Правни живот, број 12, том IV, 1997.
- О једној могућој примени принципа правног превладавања прошлости, Нова српска политичка мисао, Vol. VII, No. 3-4, 2000.
- Политичка корупција и приватизација, Право и привреда, Vol. XLI, број 5-8, 2004.
- Безбедност и приватност, Ревија за безбедност, Vol. 2, Бр. 4, 2008.
- Шта је мерило позитивности права?, Правни живот, Том VI, 2009.
- Правна теорија и антропологија – о неким дисциплинарним тачкама додира, Антропологија, Vol. 11, св. 3, 2011.
- Преиспитивање појма међународног права – о методолошким аспектима, Revus – Journal for Constitutional Theory and Philosophy of Law, 22, 2014.